# معارف القرآن (الكاندلوي)
معارف القرآن (الأردية: معارف القرآن) هو تفسير للقرآن الكريم مكون من 8 مجلدات كُتب بين عامي 1941 و1982 م. بدأه إدريس الكاندهلوي وأكمله تلميذه مالك الكاندهلوي. وكان الهدف منه مواجهة تأثير الاتجاهات التفسيرية ذات التوجه الغربي في جنوب آسيا. وقد اعتمد إدريس الكاندهلوي في تأليف هذا التفسير على منهج أستاذه أشرف علي التهانوي في كتابه بيان القرآن. ومن خلال اتباعه لهذه الطريقة تمكن من تقديم تفسير القرآن الكريم بشكل منهجي ومتماسك، مستلهماً تعاليم السلف والتراث العلمي للحضارة الإسلامية. وقد جمع التفسير رؤى وآراء المفسرين المشهورين عبر التاريخ.

## الخلفية
تعود خلفية علم معارف القرآن إلى منتصف القرن العشرين في جنوب آسيا. خلال هذه الفترة، كان هناك تأثير متزايد لاتجاهات التفسير والتأويل الغربي للقرآن الكريم. ومن الأعمال البارزة التي تعكس هذه التأثيرات كتاب سيد أحمد خان "التفسير المحمدي للقرآن الكريم" . وردًا على ذلك، تولى إدريس الكاندهلوي مهمة تجميع معارف القرآن.
كان إدريس الكاندهلوي يهدف من خلال تأليف هذا التفسير إلى هدفين رئيسيين. أولاً، كان يهدف إلى تقديم ترجمة دقيقة وموجزة للقرآن الكريم مصحوبة بتعليق شامل. وكان قصده الالتزام الصارم بتعاليم وفهم السلف الصالح، أسلاف الإسلام الأتقياء. أراد أن يضمن أن تظل التفسيرات المقدمة في التفسير وفية للتعاليم الأصلية للإسلام دون أي انحراف. 
ثانياً: سعى إدريس الكاندهلوي إلى حماية المسلمين من مخاطر وإغراءات التفسيرات المنحرفة. كان هدفه هو الحفاظ على سلامة الرسالة القرآنية ومنع التفسيرات الخاطئة التي قد تؤدي إلى سوء الفهم أو تحريف التعاليم الإسلامية. ومن خلال تجميع كتاب معارف القرآن ، كان يهدف إلى توفير مصدر موثوق وأصيل للتفسير من شأنه أن يرشد المسلمين في فهم القرآن بشكل صحيح. 
بدأت عملية تجميع معارف القرآن في عام 1941، ولكنها واجهت تحديات بسبب الظروف السياسية قبل تقسيم الهند. بعد إنشاء دولة باكستان، هاجر إدريس كاندهلوي إلى هناك في عام 1949 وتولى منصب شيخ الجماعة في جامعة إسلامية بهاولبور. وفي عام 1951 تمت دعوته إلى جامعة الأشرفية في لاهور، حيث واصل عمله. لكن بسبب ظروف البلاد وصعوبات السفر، تأخرت عملية التجميع. حتى عام 1955م، كان يقتصر على التعليق على سورة الفاتحة وسورة البقرة. خلال فترة إقامته في لاهور حتى عام 1962، أكمل تجميع سورة آل عمران وسورة النساء. بحلول عام 1969، تمت تغطية نصف القرآن الكريم، وفي عام 1974، تم الانتهاء من تفسير الآيات الأخيرة من سورة الصافات. لقد منع تدهور صحة إدريس الكاندهلوي من كتابة التعليق بعد تلك النقطة. وفي المجمل، أمضى حوالي 34 عامًا في البحث والعمل على معارف القرآن.

## روابط خارجية
- معارف القرآن في أرشيف الإنترنت (الأردية)
- ' القرآن